# Курган у Западного кладбища
Курган у Западного кладбища — курган раннего железного века, расположенный у Западного кладбища на северо-западе Алма-Аты. Захоронение принадлежит племени саков.

## Расположение
Курган находится на территории «Западного» кладбища южнее административного здания, на самой вершине Боралдайского поднятия, на высоте 846 метров над уровнем моря на территории Алатауского района города, в 3 км севернее ТЭЦ-2, слева от дороги.

## Описание
Курган представляет собой некрополь VI—III вв. до н. э. эпохи раннего железа. Диаметр кургана — 40 метров, высота — 4 метра. В сохранности. На вершине кургана установлен тригопункт. Он относится к захоронениям сакского периода.
Исследование кургана проводилось в период 2014-2015 годов. За это время в некрополе были обнаружены останки женщины, рядом с которыми была глиняная посуда, кости жертвенного барана, большой бронзовый перстень, шпильки для волос и бронзовое зеркало. По мнению археологов, раньше зеркал такой конструкции на территории Казахстана не находили. Редкой является и сама конструкция захоронения — стены отшлифованы серой глиной.
В том же кургане археологами было обнаружено ещё одно женское захоронение с более высоким социальным статусом. Археологи пришли к такому выводу на основании фрагментов золотой фольги, сердоликовых бус, бронзовых шпилек и керамики, найденных вместе с останками. Находок могло быть больше, но захоронение было разграблено.

## Статус памятника
10 ноября 2010 года был утверждён новый Государственный список памятников истории и культуры местного значения города Алматы, одновременно с которым все предыдущие решения по этому поводу были признаны утратившими силу. В этом Постановлении был сохранён статус памятника местного значения кургану у Западного кладбища. Границы охранных зон были утверждены в 2014 году.